# باول كلارك (كاتب)
باول كلارك (بالإنجليزية: Paul Clark)‏ هو كاتب بريطاني، ولد في 4 ديسمبر 1953 في بلفاست في المملكة المتحدة.